# Чистостемське сільське поселення
Чистосте́мське сільське поселення (рос. Чистостемское сельское поселение) — муніципальне утворення у складі Увинського району Удмуртії, Росія. Адміністративний центр — присілок Чистостем.
Населення — 751 особа (2015; 796 в 2012, 825 в 2010).
Голова:
- 2008–2012 — Васильєв Микола Петрович
- 2012-2016 — Абашева Ольга Іванівна

## Склад
До складу поселення входять такі населені пункти:
| Населений пункт       | Населення, осіб (2010) | Населення, осіб (2012) |
| --------------------- | ---------------------- | ---------------------- |
| Кібі-Жик'я, село      | 421                    | 402                    |
| Ключева, присілок     | 17                     | 17                     |
| Лісоучасток, присілок | 5                      | 5                      |
| Урдогурт, присілок    | 30                     | 28                     |
| Чистостем, присілок   | 352                    | 344                    |

У поселенні діють 2 школи, 2 садочки, бібліотека, 2 клуби, 2 ФАПи. Серед промислових підприємств працюють СПК «Колгосп Ударник», ТОВ «Увам'яспром», мисливське господарство.